# Пандіно
Пандіно (італ. Pandino) — муніципалітет в Італії, у регіоні Ломбардія, провінція Кремона.
Пандіно розташоване на відстані близько 460 км на північний захід від Рима, 29 км на схід від Мілана, 50 км на північний захід від Кремони.
Населення — 8984 особи (2014).
Щорічний фестиваль відбувається 20 липня. Покровитель — Santa Margherita.

## Демографія
Населення за роками:

Станом на 1 січня 2023 року в муніципалітеті офіційно проживало 1050 іноземців з 52 країн, серед них 397 громадян країн Євросоюзу та 50 громадян України.

## Міста-побратими
- Сен-Деніз-ан-Валь, Франція (2001)

## Сусідні муніципалітети
- Аньяделло
- Довера
- Монте-Кремаско
- Палаццо-Піньяно
- Ривольта-д'Адда
- Спіно-д'Адда